# جونگ مون سونگ
جونگ مون سونگ (کره‌ای: 정문성؛ زادهٔ ۱۳ ژانویه ۱۹۸۱) بازیگر اهل کره جنوبی است. او بیشتر به خاطر ایفای نقش در مجموعه‌های تلویزیونی پلی‌لیست بیمارستان (۲۰۲۰–۲۰۲۱) و نقاب (۲۰۲۱) شناخته می‌شود.

## فیلم‌شناسی

### مجموعه‌های تلویزیونی
| سال       | عنوان                  | نقش                 | توضیحات               | منابع  |
| --------- | ---------------------- | ------------------- | --------------------- | ------ |
| ۲۰۱۱      | موزیکال                | اجراکننده موزیکال   | حضور افتخاری (قسمت ۹) |        |
| ۲۰۱۲      | فانتوم                 | اوم جه هی           |                       | [ ۴ ]  |
| ۲۰۱۲      | یور لیدی               | کیم ته سونگ         |                       |        |
| ۲۰۱۲      | شهر بی‌رحم              | اوه گی چول          |                       |        |
| ۲۰۱۲      | خدمتکار مشکوک          | کارآگاه لی ته شیک   |                       | [ ۵ ]  |
| ۲۰۱۴      | در مخفی                | بیون جونگ این       |                       |        |
| ۲۰۱۵      | شش اژدهای پرنده        | هان گو یونگ         |                       | [ ۶ ]  |
| ۲۰۱۶      | ذهن زیبا               | هوانگ جونگ هوان     |                       | [ ۷ ]  |
| ۲۰۱۶–۲۰۱۷ | افسانه دریای آبی       | هو ایل جونگ (جوانی) |                       |        |
| ۲۰۱۷      | مدیر خوب               | هان دونگ هون        | حضور افتخاری          |        |
| ۲۰۱۷–۲۰۱۸ | دفترچه زندان           | یو جونگ مین         | حضور افتخاری          |        |
| ۲۰۱۸      | دربارهٔ زمان            | یون دو سان          |                       | [ ۸ ]  |
| ۲۰۱۸      | زندگی                  | جو نام هیونگ        |                       |        |
| ۲۰۱۸      | پسر خوشتیپ و جونگ اوم  | یوک ریونگ           |                       | [ ۹ ]  |
| ۲۰۱۸      | جنگل بزرگ              | رئیس بخش دنیل جه‌گال |                       |        |
| ۲۰۱۸      | آهنگ مرگ               | جو میونگ هی         |                       |        |
| ۲۰۱۹      | هه‌چی                   | لی تان              |                       | [ ۱۰ ] |
| ۲۰۲۰      | نفرین‌شده               | جونگ سونگ جون       |                       | [ ۱۱ ] |
| ۲۰۲۰      | مرکز مراقبت پس از تولد | پزشک                | حضور افتخاری (قسمت ۱) | [ ۱۲ ] |
| ۲۰۲۰–۲۰۲۱ | پلی‌لیست بیمارستان      | دو جه هاک           | فصل ۱–۲               | [ ۱۳ ] |
| ۲۰۲۱      | نقاب                   | چانگ چون وو         |                       | [ ۱۴ ] |
| ۲۰۲۱      | Moebius: The Veil      | چانگ چون وو         |                       | [ ۱۵ ] |
| ۲۰۲۲      | کارآگاه خوب            | وو ته هو            | فصل ۲                 | [ ۱۶ ] |
| ۲۰۲۲      | وکیل یک دلاری          |                     | حضور افتخاری (فصل ۱۲) | [ ۱۷ ] |
| ۲۰۲۲      | Sacred Divorce         | جو جونگ شیک         |                       | [ ۱۸ ] |
| ۲۰۲۳      | وکیل طلاق شین          | جو جونگ سیک         |                       |        |

### مجموعه اینترنتی
| سال  | عنوان     | نقش      | منابع  |
| ---- | --------- | -------- | ------ |
| ۲۰۲۲ | سقوط سهام | کانگ سان | [ ۱۹ ] |

## جوایز و نامزدی‌ها
| مراسم جوایز         | سال  | دسته                               | نامزد / اثر       | نتیجه | منابع  |
| ------------------- | ---- | ---------------------------------- | ----------------- | ----- | ------ |
| جوایز درامای اس‌بی‌اس | ۲۰۱۹ | جایزه بهترین کاراکتر - بازیگر مرد  | هه‌چی              | برنده | [ ۲۰ ] |
| جوایز درامای ام‌بی‌سی | ۲۰۲۱ | بهترین بازیگر مرد در یک درام کوتاه | Moebius: The Veil | برنده | [ ۲۱ ] |